# جون ر. أدلر
جون ر. أدلر (بالإنجليزية: John R. Adler)‏ هو مخترِع أمريكي، ولد في 1954 في يونكيرس في الولايات المتحدة.